# Mosqueteiro

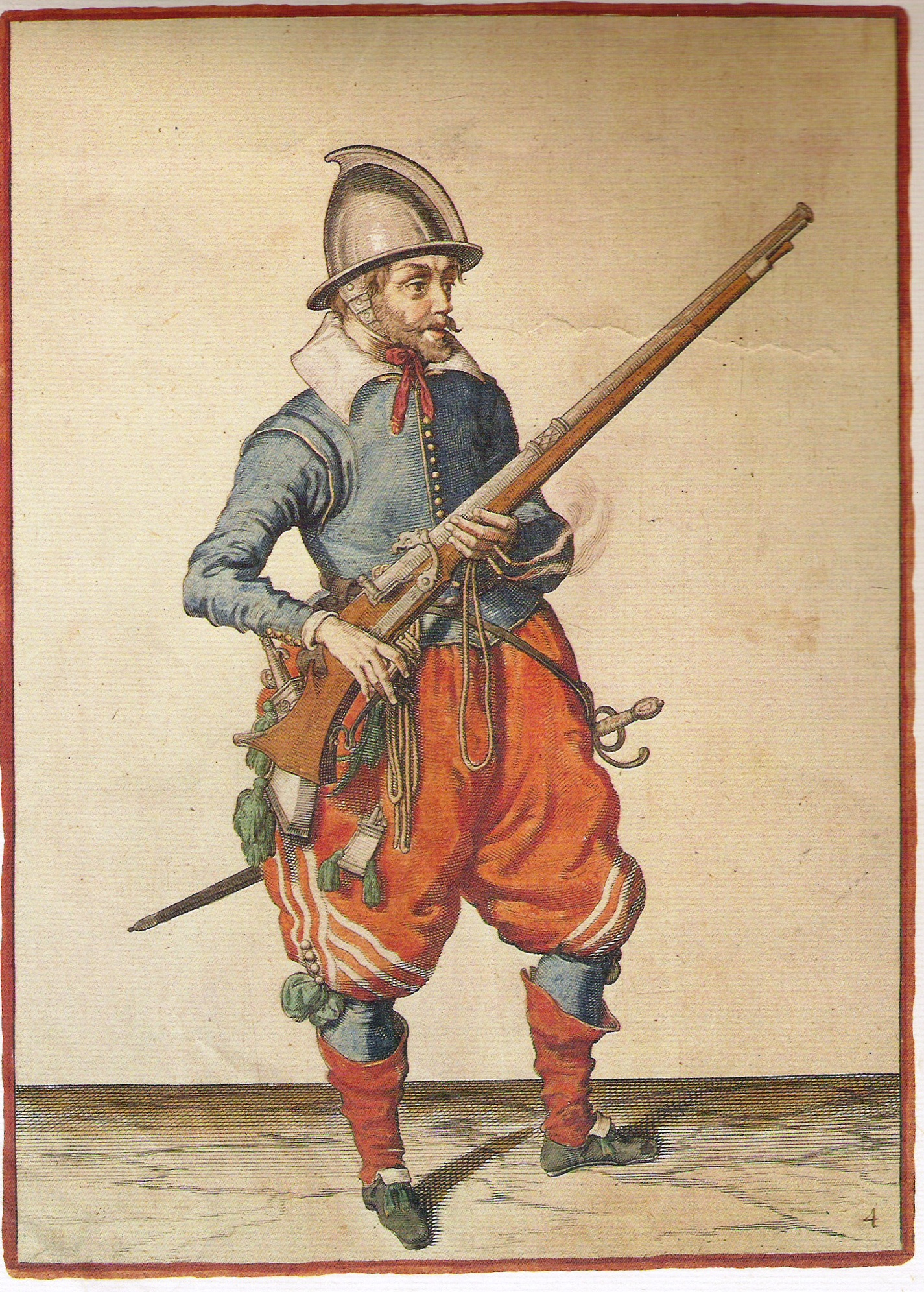
Um mosqueteiro holandês segurando um mosquete; pintura de Jacob van Gheyn (1608)

Um mosqueteiro era um tipo de soldado equipado com um mosquete. Os mosqueteiros foram uma parte importante do início da guerra moderna, particularmente na Europa, pois normalmente compunham a maioria de sua infantaria. O mosqueteiro foi um precursor do fuzileiro. Os mosquetes foram substituídos por fuzis como arma de fogo quase universal para os exércitos modernos durante o período de 1850 a 1860. A designação tradicional de "mosqueteiro" para um soldado de infantaria sobreviveu no Exército Imperial Alemão até a Primeira Guerra Mundial.

## Ásia

### China

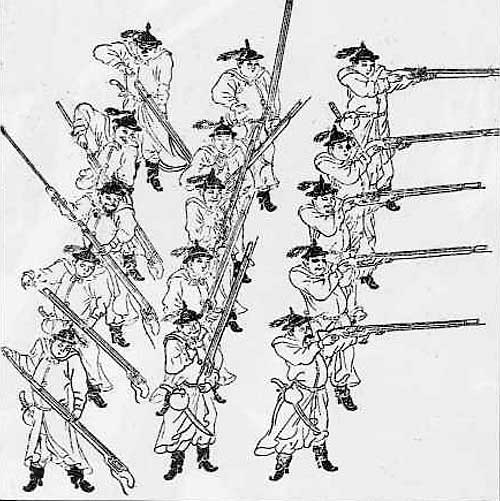
Mosqueteiros chineses da dinastia Ming

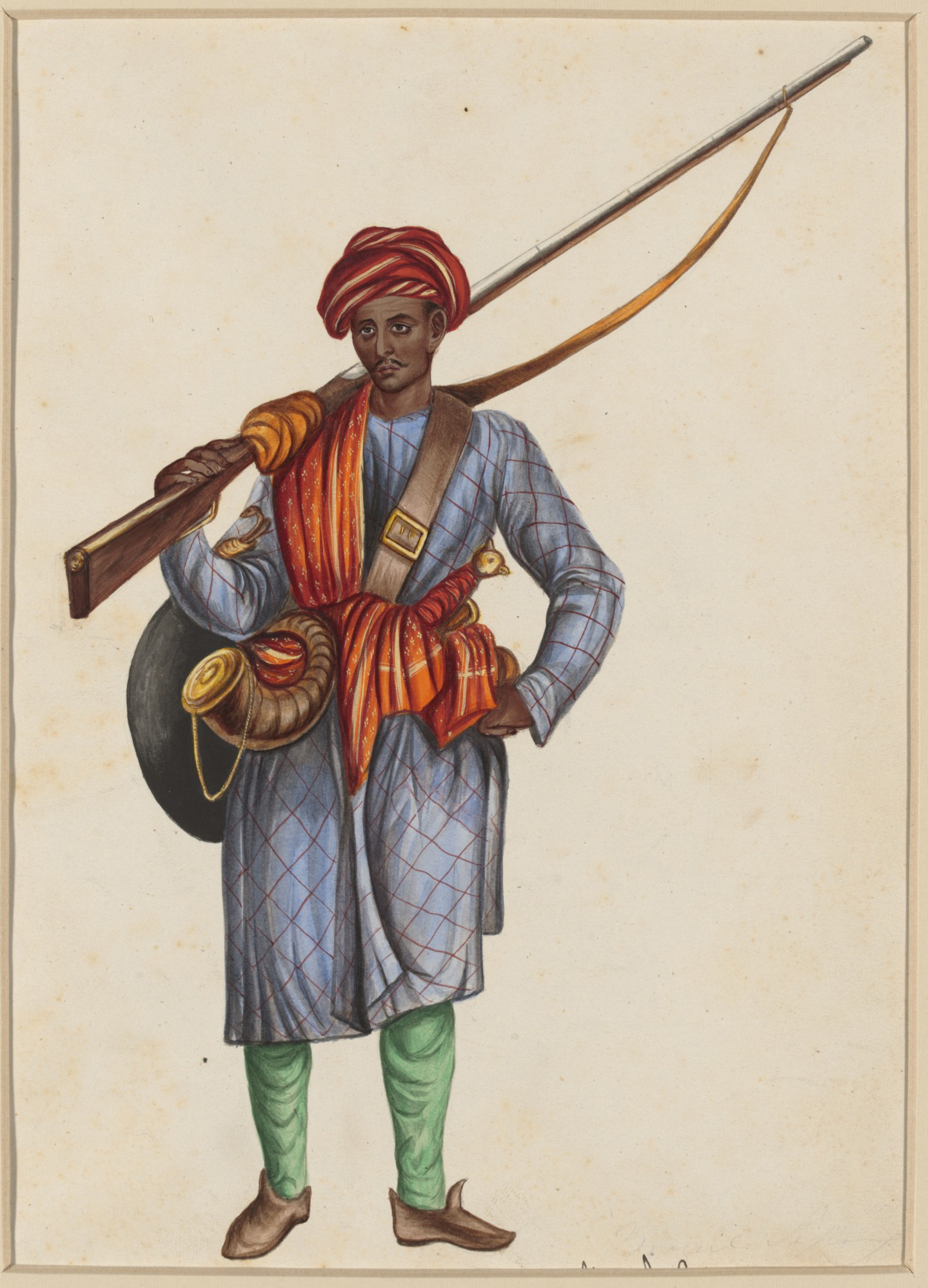
Uma pintura de um soldado de infantaria do Império Mogol

O canhão de mão foi inventado na China no século XII e foi amplamente utilizado no século XIII. Ele se espalhou para o oeste por toda a Ásia durante o século XIV. Arcabuzeiros e mosqueteiros foram utilizados nos exércitos das dinastias Ming (1368–1644) e Qing (1644–1911). O livro de Zhao Shizhen de 1598 d.C., Shenqipu, contém ilustrações de mosqueteiros otomanos turcos e europeus, juntamente com diagramas detalhados de seus mosquetes. Havia também uma ilustração e descrição de como os chineses adotaram a posição otomana ajoelhada ao disparar, favorecendo o uso de mosquetes feitos na Europa. Os chineses também construíram a primeira arma de fogo de repetição: vários canos atrás de um pequeno escudo de madeira. O mosqueteiro girava esses canos acendendo lentamente cada cano com um fósforo, um por um. Essas armas eram mais eficazes quando disparadas de paredes ou posições altas. Needham considerou esta arma uma "metralhadora primitiva".

### Índia
Os mosquetes tornaram-se parte integrante do equipamento de guerra da Índia a partir do século XVI, principalmente a partir do reinado do imperador mogol Aquebar. Os mosquetes foram usados como uma defesa eficaz contra elefantes de guerra. Os mogóis, maratas, rajaputes e siques usaram mosqueteiros, disparando de coberturas para emboscar infantarias, cavalarias e elefantes opositores. Muitos armeiros indianos criaram mosquetes com fecho de mecha para a infantaria mogol, além de algumas combinações de armas.

## Europa

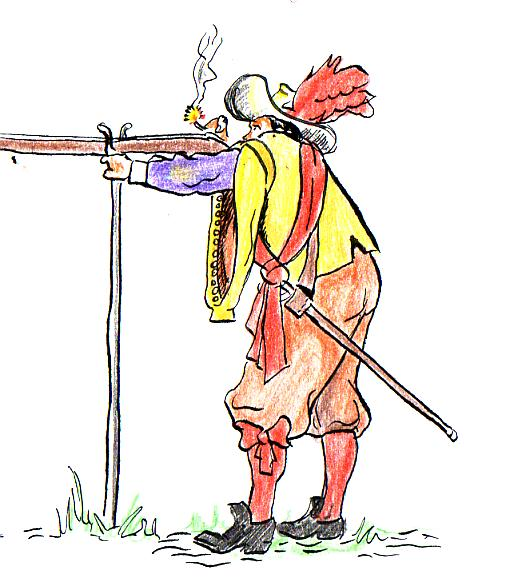
Um tercio mosqueteiro c. 1650

### Espanha
No exército espanhol, o tercio ou o quadrado espanho era uma formação mista de infantaria que teoricamente poderia contar até 3 000 lanceiros, espadachins e mosqueteiros; embora, no campo de batalha, fosse geralmente muito menor. Foi eficaz em sua época, capitalizando o impacto de curta distância do pique combinado com as capacidades de projéteis de longo alcance do mosquete. Assemelhava-se a uma falange formanda frouxamente em função, mas era muito mais flexível e mortal. Os mosqueteiros dos tercios foram desenvolvidos a partir dos primeiros arcabuzeiros das formações coronelías, que estabeleceram sua reputação derrotando os franceses e capturando seu rei na Batalha de Pavia em 1525.

### França

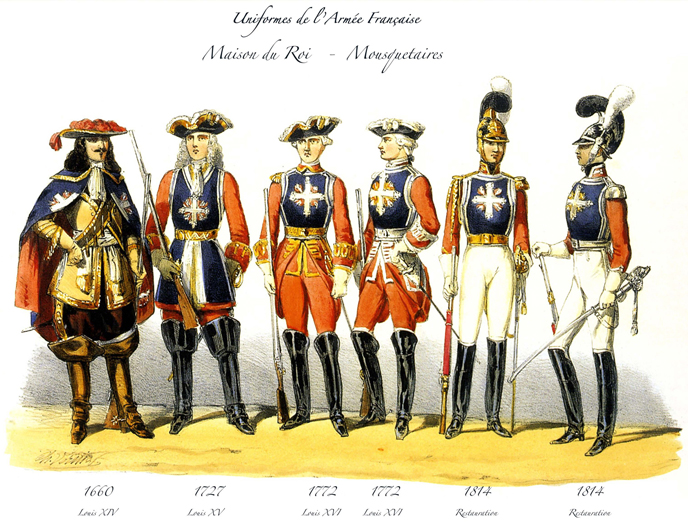
Uniformes dos Mosqueteiros da Guarda, 1660–1814

Os Mosqueteiros da Guarda eram uma unidade júnior, inicialmente de força de companhia, do ramo militar da Casa Real (Maison du Roi). Eles foram criados em 1622, quando Luís XIII forneceu uma companhia de cavalaria leve (os "carabineiros", criados pelo pai de Luís, Henrique IV) com mosquetes. Os mosqueteiros lutavam em batalha tanto a pé como em infantaria e a cavalo como em dragões. Na Batalha de Fontenoy, em 1745, os Mosqueteiros do Rei serviram como cavalaria regular, atacando a infantaria britânica com espadas desembainhadas.
Como uma das unidades juniores da Guarda Real, os Mosqueteiros não estavam intimamente ligados à família real. Os deveres tradicionais de guarda-costas eram de fato desempenhados pela Garde du Corps e pela Guarda Suíça. Por causa de seu estabelecimento posterior, os mosqueteiros estavam abertos às classes mais baixas da nobreza francesa ou filhos mais novos de famílias nobres cujos filhos mais velhos serviam na mais prestigiosa Garde du Corps e Chevau-legers (cavalo leve). Os mosqueteiros, muitos deles ainda adolescentes, logo ganharam uma reputação de comportamento indisciplinado e espírito de luta.
Seu alto espírito de equipe ganhou um favor real para os mosqueteiros e eles eram frequentemente vistos na corte e em Paris. Pouco depois de sua criação, o Cardeal de Richelieu criou uma unidade de guarda-costas para si mesmo. Para não ofender o rei com um senso percebido de autoimportância, Richelieu não os nomeou Garde du Corps como os guardas pessoais do rei, mas sim Mosqueteiros em homenagem à cavalaria da guarda júnior dos reis. Este foi o início de uma amarga rivalidade entre os dois corpos de mosqueteiros. Com a morte do cardeal em 1642, a companhia passou para seu sucessor, Cardeal Mazarin. Com a morte de Mazarin em 1661, os mosqueteiros do cardeal passaram para Luís XIV para desgosto tanto dos mosqueteiros do rei quanto dos mosqueteiros do cardeal. Os mosqueteiros foram posteriormente reorganizados como um regimento de cavalaria de guarda de duas companhias. Os Mosqueteiros do Rei tornaram-se a primeira companhia, popularmente conhecidos como "Mosqueteiros Cinzas" (mousquetaires gris), enquanto os Mosqueteiros do Cardeal tornaram-se a segunda companhia, conhecidos como "Mosqueteiros Negros" (mousquetaires noirs) por montarem cavalos cinzas e pretos, respectivamente. De seu estabelecimento, os mosqueteiros usavam batinas semelhantes a capas azuis, forradas de vermelho e bordadas com prata. A partir de 1688, as batinas foram substituídas por soubrevestes menores ou casacos sem mangas nas mesmas cores. Nas primeiras décadas do corpo, os mosqueteiros usavam trajes civis sob as batinas, de acordo com o gosto e os meios pessoais, mas em 1677 foi adotado um uniforme escarlate.

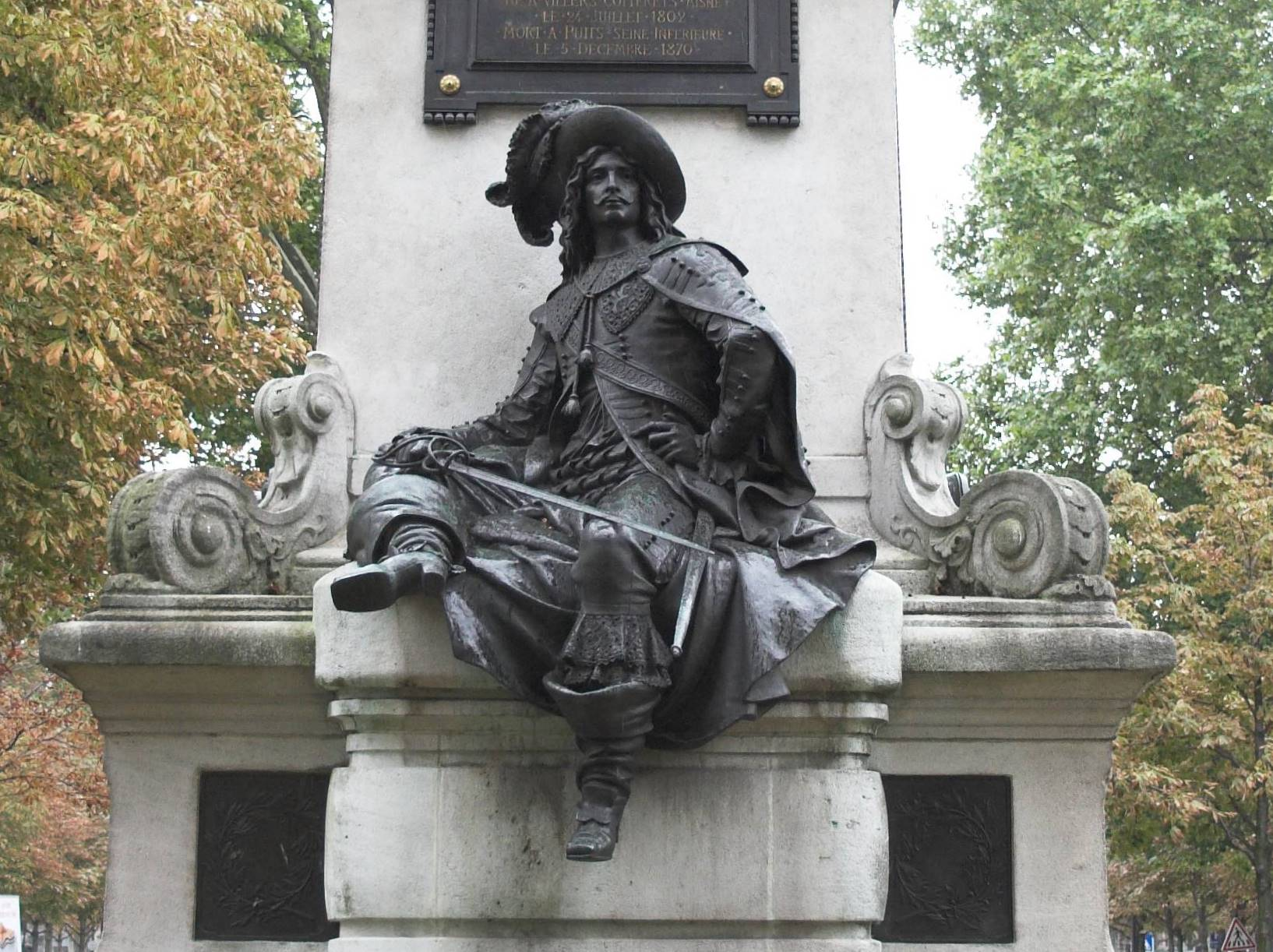
Monumento de D'Artagnan em Paris

Em termos de recrutamento, a entrada nos mosqueteiros era muito procurada por aqueles filhos da aristocracia que não possuíam os aquartelamentos de nobreza exigidos para a Garde du Corps e Chevau-legers. Essas duas unidades de guarda sênior foram fechadas para todos, exceto para as famílias nobres de alto escalão e ricas. Assim, para a pequena nobreza ou plebeus ambiciosos, o serviço nos mosqueteiros era a única maneira de se juntar a uma unidade montada na casa real e talvez chamar a atenção do rei. No entanto, o alistamento exigia cartas de recomendação e provas de que um recruta tinha os meios familiares para suportar os custos do serviço. Estes incluíam o fornecimento de cavalos, espadas, roupas, um servo e equipamentos. Apenas o mosquete, o sobreveste sem mangas e a distinta batina azul eram fornecidos pelo monarca.
Em 1776, os mosqueteiros foram dissolvidos por Luís XVI por razões orçamentárias. Após a primeira Restauração Bourbon, os mosqueteiros foram restabelecidos em 6 de julho de 1814, juntamente com as outras unidades militares da antiga casa real. Esses regimentos caros e aristocráticos se mostraram ineficazes quando Napoleão retornou de Elba, na maioria das vezes dispersos, embora alguns tenham acompanhado Luís XVIII para um breve exílio. Após a segunda restauração da monarquia, os mosqueteiros foram finalmente dissolvidos em 31 de dezembro de 1815.
Décadas mais tarde, a partir de 1844, esse grupo foi tema da já famosa publicação seriada Os Três Mosqueteiros, publicada pela primeira vez na revista Le Siècle entre março e julho de 1844. O autor, Alexandre Dumas, Pai, baseou sua obra no livro Mémoires de Monsieur d'Artagnan, capitaine tenente de la première compagnie des Mousquetaires du Roi (Memórias do Senhor d'Artagnan, capitão-tenente da primeira companhia dos Mosqueteiros do Rei) por Gatien de Courtilz de Sandras, um relato ficcional da vida de Charles de Batz de Castelmore d'Artagnan (c. 1611–1673). Outros mosqueteiros serviram de inspiração para alguns dos outros personagens. Isaac de Porthau (1617–1712) foi a inspiração para o personagem Porthos de Dumas. Jean-Armand du Peyrer, Conde de Tréville (1598-1672), foi ficcionalizado como Monsieur de Tréville.
Outros mosqueteiros incluem:
- Bénigne Dauvergne de Saint-Mars (falecido em 1708), mais conhecido como o carcereiro do homem da máscara de ferro
- Pierre de Montesquiou d'Artagnan (1640-1725), mais tarde um marechal da França
- Jean-François Leriget de La Faye (1674-1731)
- Louis de Rouvroy, duque de Saint-Simon (1675-1755)
- Germain-François Poullain de Saint-Foix (1698–1776), mais tarde escritor e dramaturgo
- Thomas de Treil de Pardailhan (1754-1822)
- François-Henri de Franquetot de Coigny (1737-1821), mais tarde um marechal da França
- Alexandre de Beauharnais (1760-1794), primeiro marido da futura imperatriz Josephine

### Suécia

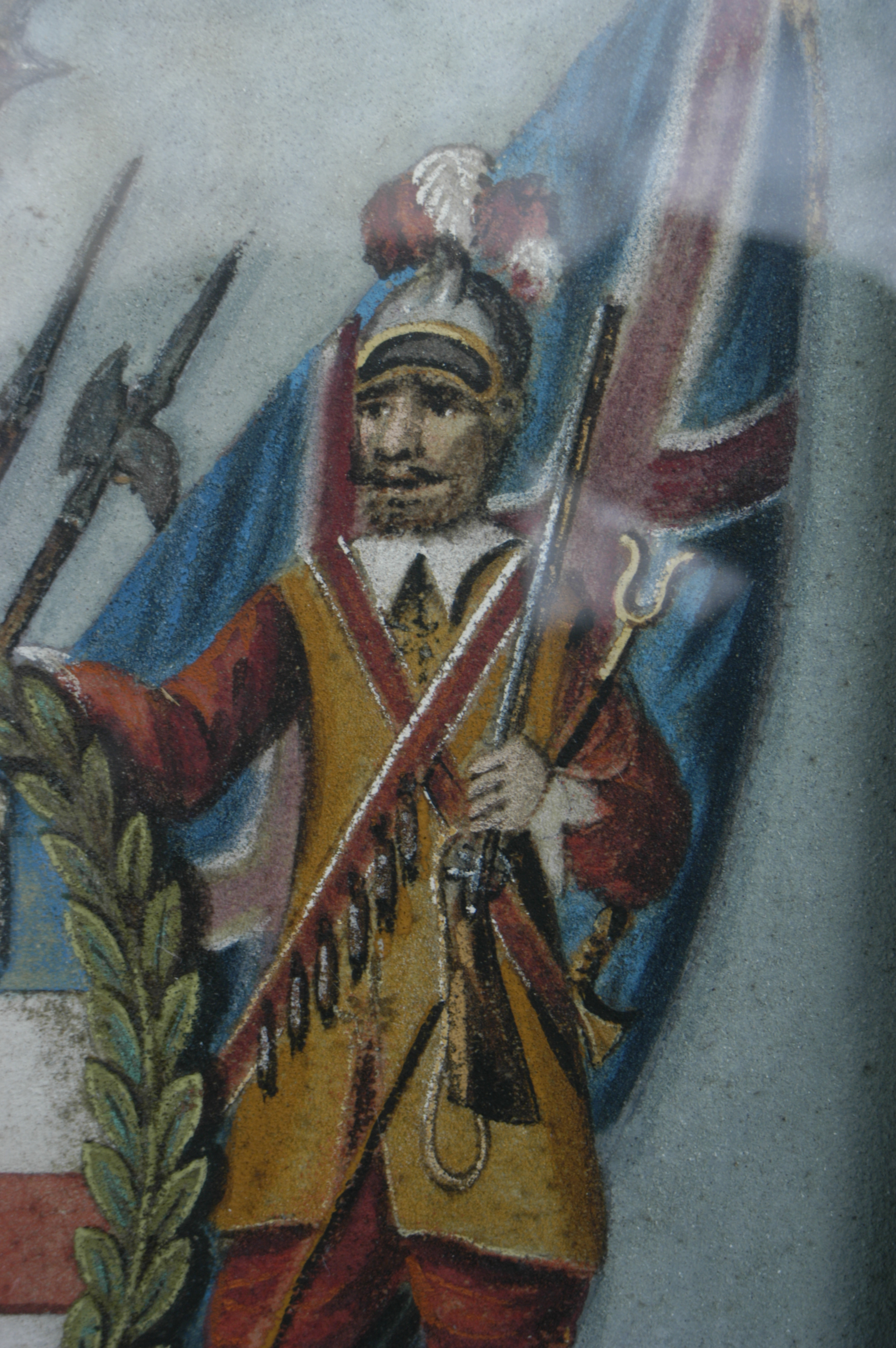
Um suporte heráldico: um mosqueteiro da Honourable Artillery Company, século XIX

Graças às reformas de Gustavo II Adolfo, o exército sueco amadureceu o novo estilo de luta que fez da Suécia uma grande potência no século XVII. Este estilo de luta tornou-se o novo padrão em toda a Europa e suas colônias nos últimos estágios da guerra dominada por mosquetes. Manuais baseados no próprio Gustavo revolucionaram o treinamento e as táticas dos exércitos ocidentais.[carece de fontes?]

### Grã-Bretanha
Os icônicos "casacas-vermelhas" do Império Britânico foi a unidade básica dos exércitos britânicos que criaram o maior império da história. O soldado de infantaria britânico tinha equipado consigo um Land Pattern Musket calibre .75, ou Brown Bess. Ele era bem treinado para os padrões da época, treinando com munição real. Um casaca-vermelha totalmente treinado poderia disparar quatro vezes por minuto. Isso, combinado com a técnica de disparo por companhias (um método em que blocos de homens disparavam rajadas menores em sucessão, criando uma onda de fogo na frente do regimento), tornou possível ao mosqueteiro britânico vencer batalhas campais contra números superiores.[carece de fontes?]
O termo "mosqueteiro" era raramente usado nos títulos dos regimentos. Exemplos incluem o 106.º Regimento de Infantaria (mosqueteiros negros), o 110.º Regimento de Infantaria (mosqueteiros reais da rainha) e o 112.º Regimento de Infantaria (mosqueteiros reais do rei), todos criados e dissolvidos na década de 1760.
O mosquete foi retirado de serviço com o Exército Britânico em 1854, substituído pelo fuzil de antecarga Minié, que tinha um alcance preciso de mais de três vezes que o do substituído Brown Bess.

## Eurásia

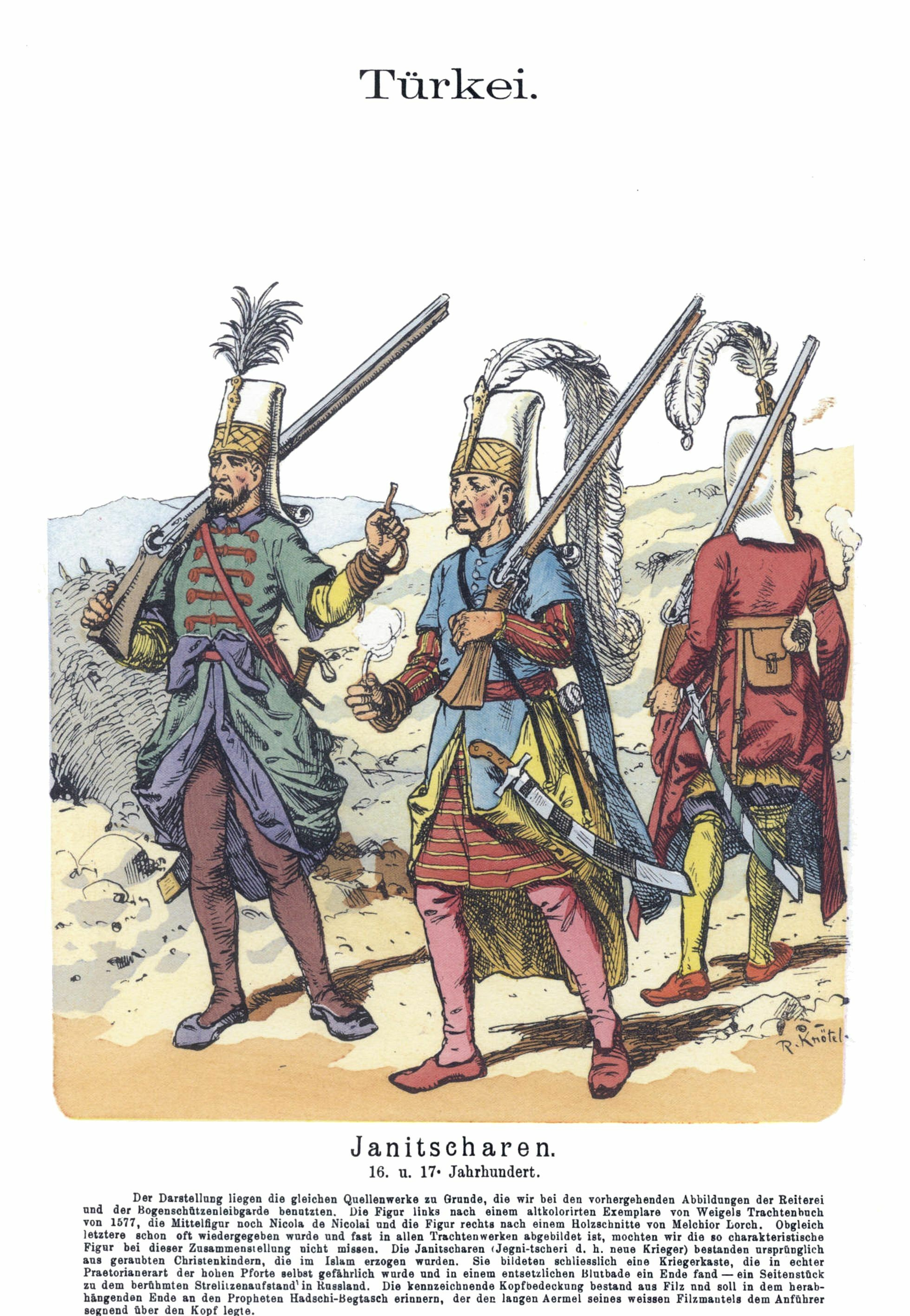
Uma ilustração de janízaros

### Império Otomano
O corpo janízaro do exército otomano estava usando mosquetes de fecho de mecha já na década de 1440. O Império Otomano, centrado na Turquia e estendendo-se pelos Balcãs, Arábia e Norte da África, usou mosquetes para conquistar Constantinopla (moderna Istambul) e foi um dos primeiros usuários de mosquetes em um conflito militar. Também utilizou grandes canhões, incluindo a Bombarda Turca.

### Rússia

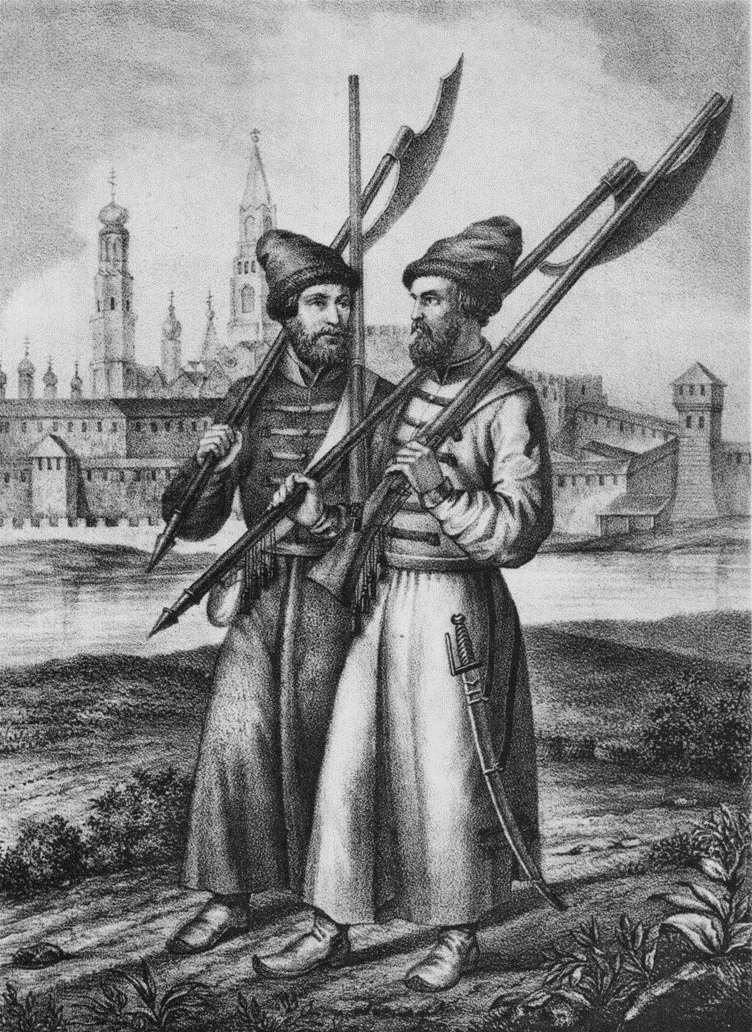
Streltsy em 1674

Streltsy (em russo:  Стрельцы) eram as unidades de guardas russos (sl. strelets, стрелец. literalmente "atirador"; muitas vezes traduzido como "mosqueteiro", mas mais propriamente "arcabuz") do século XVI ao início do século XVIII, armados com armas de fogo e alabardas. Eles também são conhecidos coletivamente como Tropas de Rua (Стрелецкое Войско).
As primeiras unidades de força foram criadas por Ivan, o Terrível, em algum momento entre 1545 e 1550 e armadas com o arcabuz. Eles entraram em combate pela primeira vez no Cerco de Cazã em 1552. O serviço militar nesta unidade tornou-se vitalício e hereditário. Os streltsy barbudos eram organizados em regimentos, cada um com um casaco comprido (caftans) e um chapéu de pano pontudo de uma cor distinta. Em 1680, havia 20 regimentos de streltsy de Moscou, totalizando 20 048 homens e compreendendo cerca de 12 por cento do exército total (junto com cossacos, milícias e um número crescente de soldados regulares). Além disso, havia um número significativo de streltsy de fronteira e guarnição servindo fora de Moscou, embora estes fossem menos formalmente treinados e equipados.
O governo moscovita estava cronicamente com falta de dinheiro, de modo que os streltsy muitas vezes não era bem pagos. Embora "com direito" a algo como quatro rublos por ano na década de 1550, eles eram frequentemente autorizados a cultivar ou comercializar para complementar sua renda. Têxteis para vestuário e alimentos às vezes eram fornecidos como parte de seu pagamento. Um comandante de cem mosqueteiros (sotnik) recebia até 20 rublos por ano e um chefe de regimento (streletski golova) entre 30 e 60.
No final do século XVII, o Streltsy de Moscou começou a participar ativamente de uma luta pelo poder entre diferentes grupos governamentais, apoiando dissidentes e mostrando hostilidade a quaisquer inovações estrangeiras.
Após a queda de Sofia Alexeievna em 1689, o governo de Pedro, o Grande, iniciou um processo de limitação gradual da influência militar e política dos streltsy. A fim de contrariar seu poder, Pedro começou a formar um novo exército regular, ainda armado com mosquetes, mas disciplinado, uniformizado e organizado ao longo das linhas da Europa Ocidental. Apesar dessas medidas, os streltsy se revoltaram mais uma vez enquanto Pedro estava em sua Grande Embaixada na Europa. Os quatro regimentos envolvidos foram dissolvidos e 1 200 dos amotinados foram executados. Os demais foram exilados, tiveram seus bens confiscados e foram banidos de futuros empregos militares. O corpo inteiro foi tecnicamente abolido em 1689; no entanto, depois de ter sofrido uma derrota em Narva em 1700, o governo manteve algumas unidades fortes em serviço.
Gradualmente, os streltsy foram incorporados ao exército regular. Ao mesmo tempo, o governo czarista começou a dissolver os streltsy municipais. A liquidação das últimas unidades de força (por então grupos sociais e não militares) foi finalmente concluída em 1728.
Os regimentos Preobrazhensky e Semenovsky da Guarda Imperial substituíram os streltsy como a força política e militar mais próxima do czar.

## África
No século XVI, um corpo de mosqueteiros foi autorizado no Congo. Eles serviram contra o exército invasor português em 1622. Mais de 300 mosqueteiros serviram no exército do Congo contra os portugueses na Batalha de Ambuíla. Mosqueteiros foram empregados no exército de Wydah a partir de 1680, mas não substituíram completamente os lanceiros, espadachins e arqueiros. Na guerra, os mosqueteiros foram os primeiros a entrar em ação enquanto lutavam nas primeiras fileiras do exército.

## Galeria

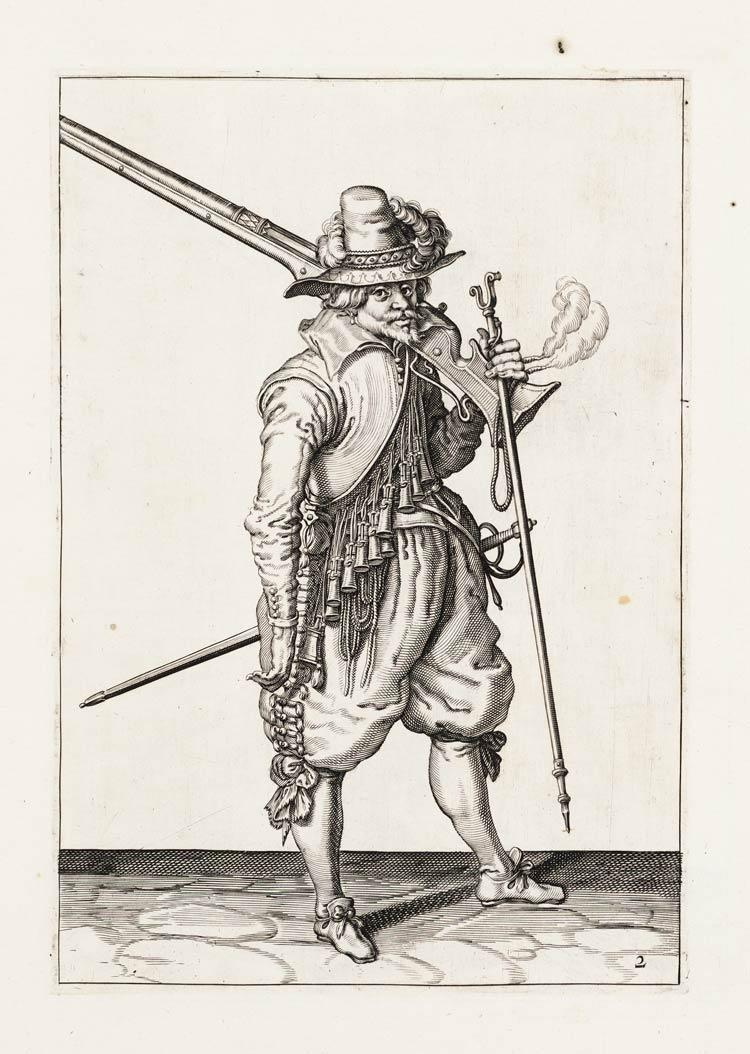
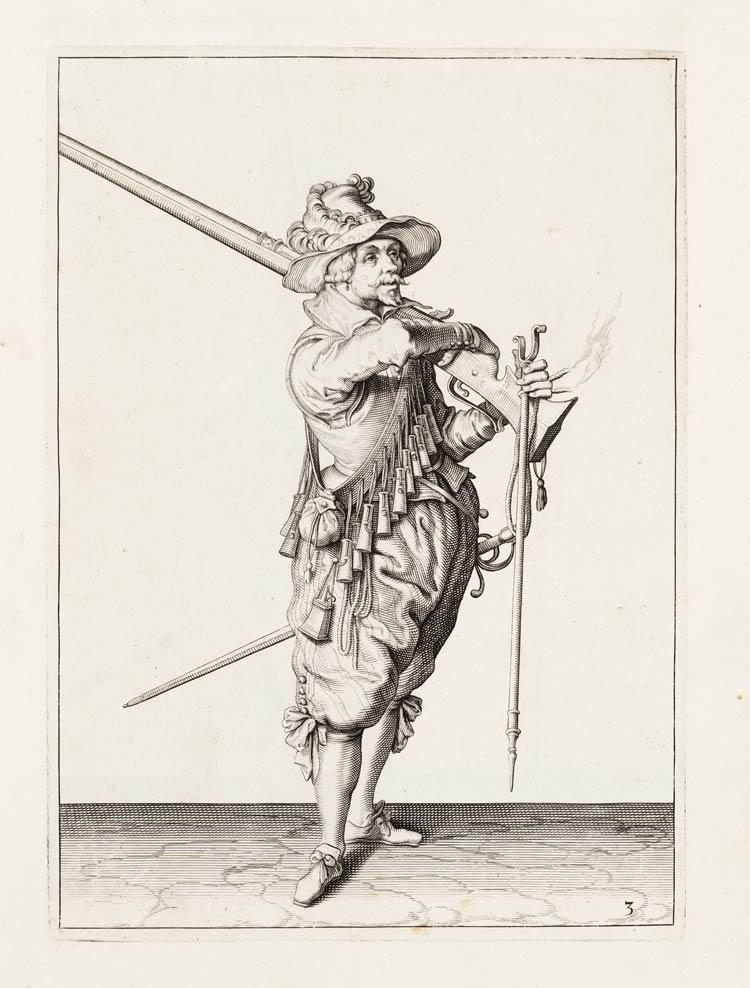
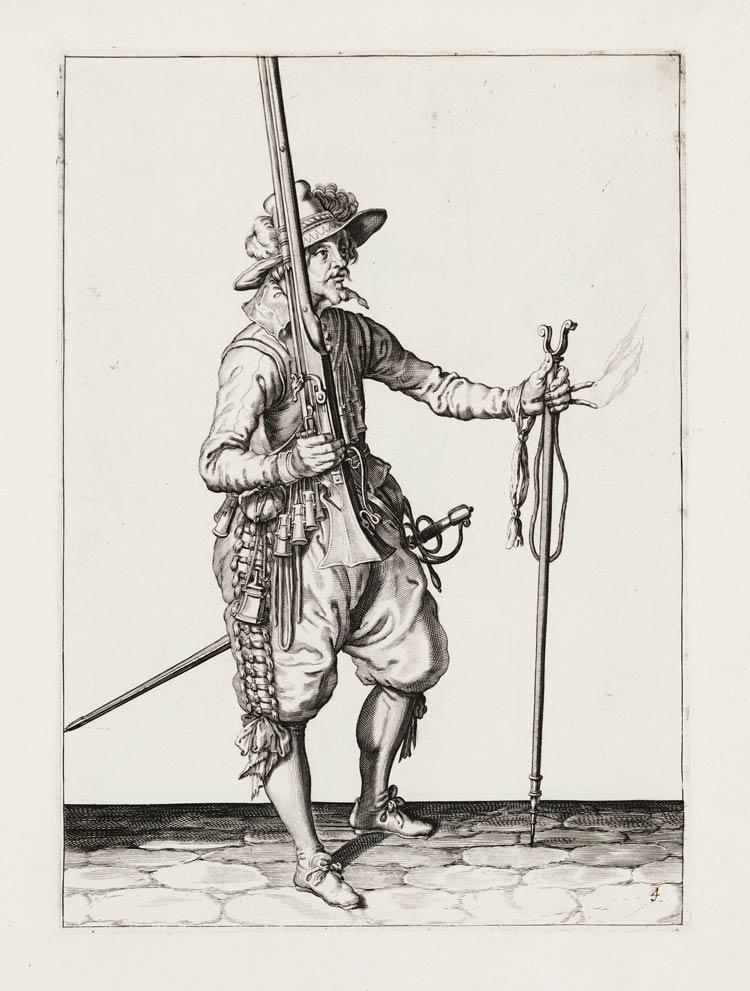
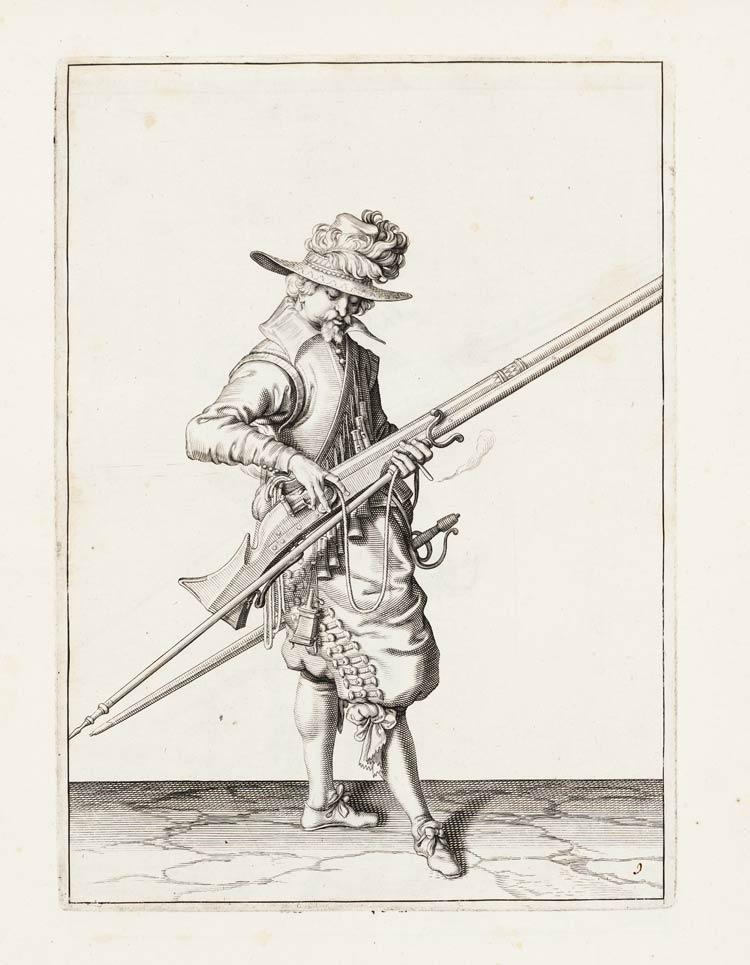
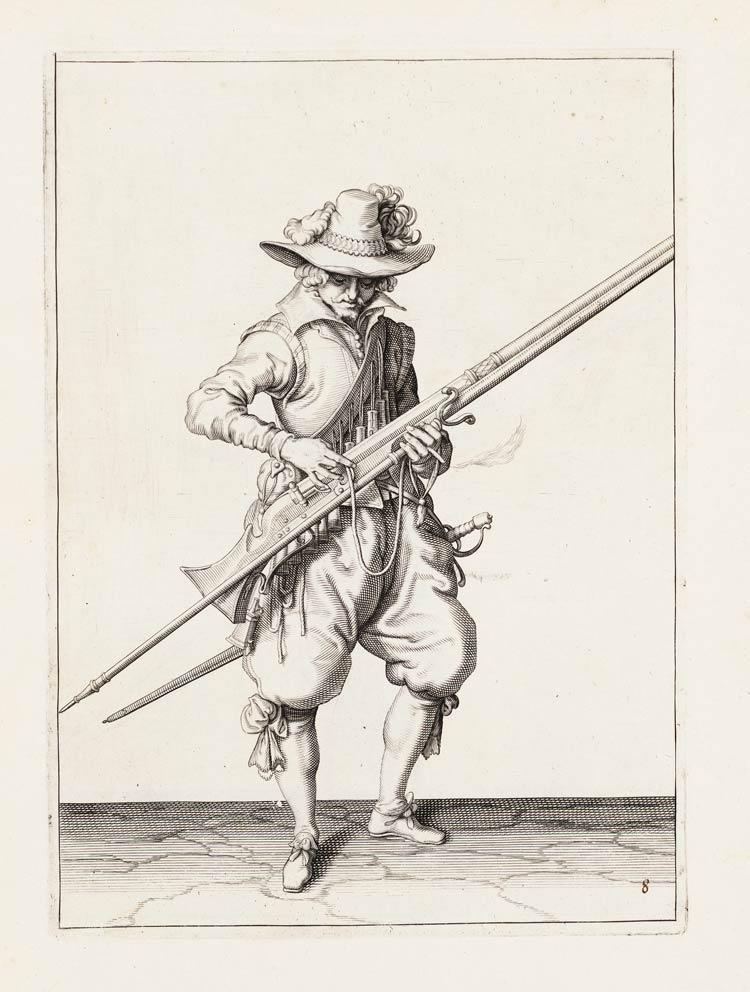
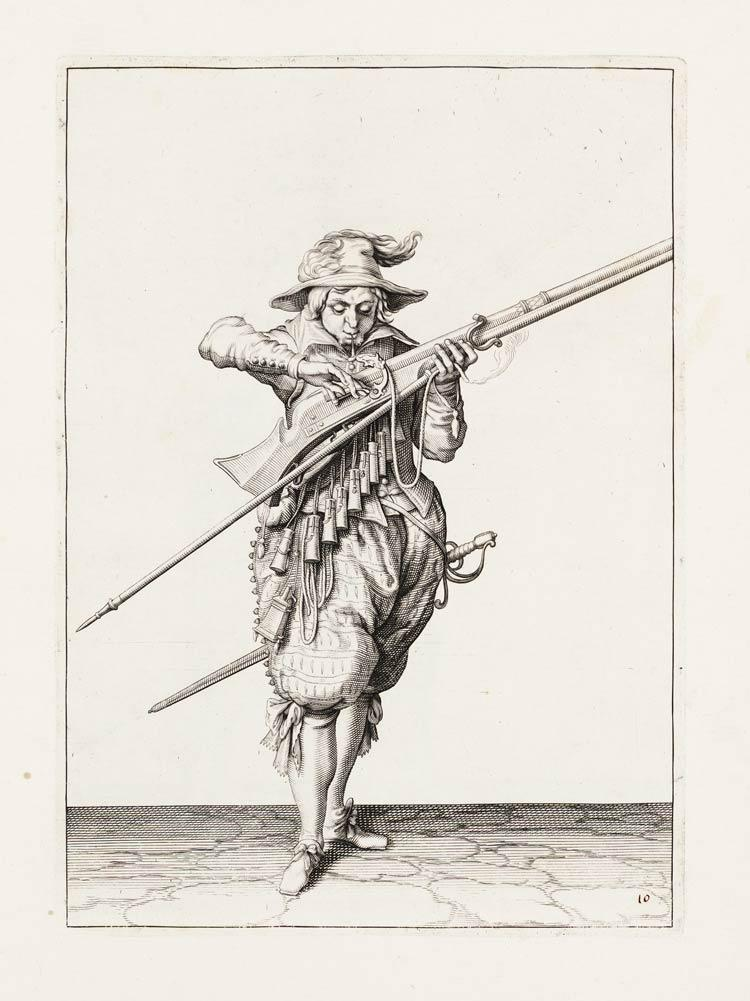
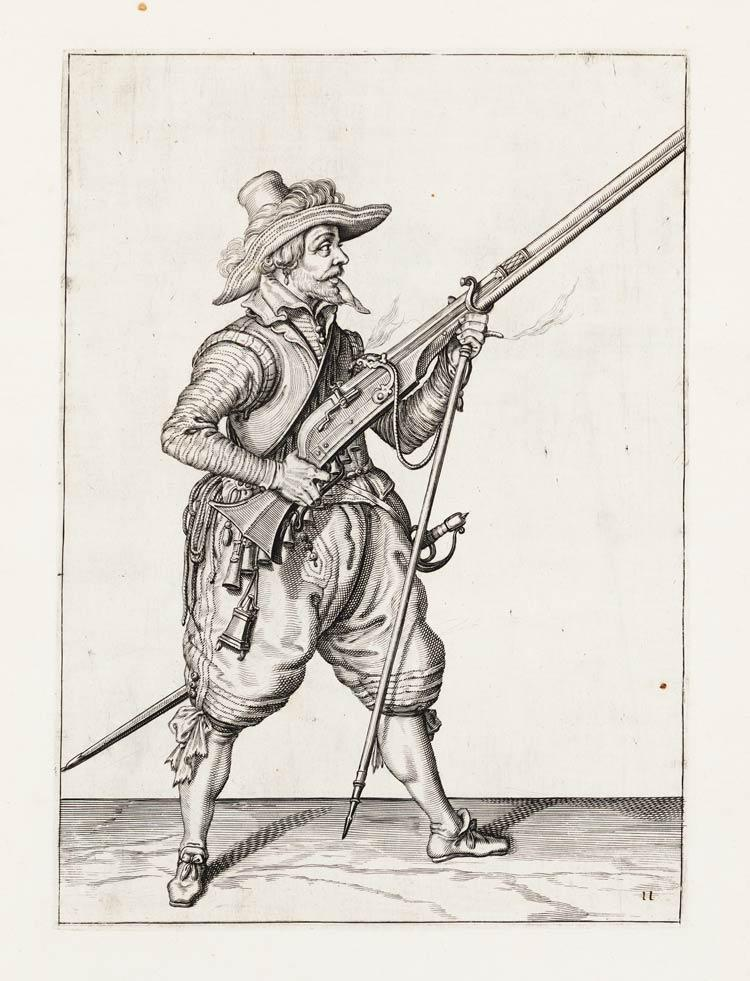
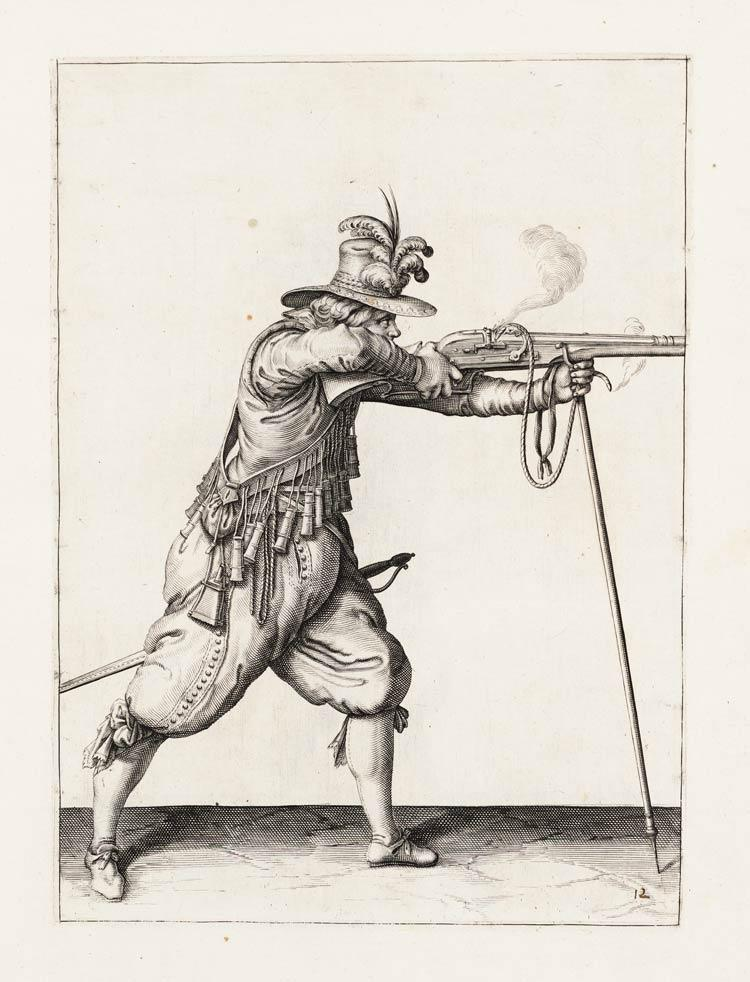
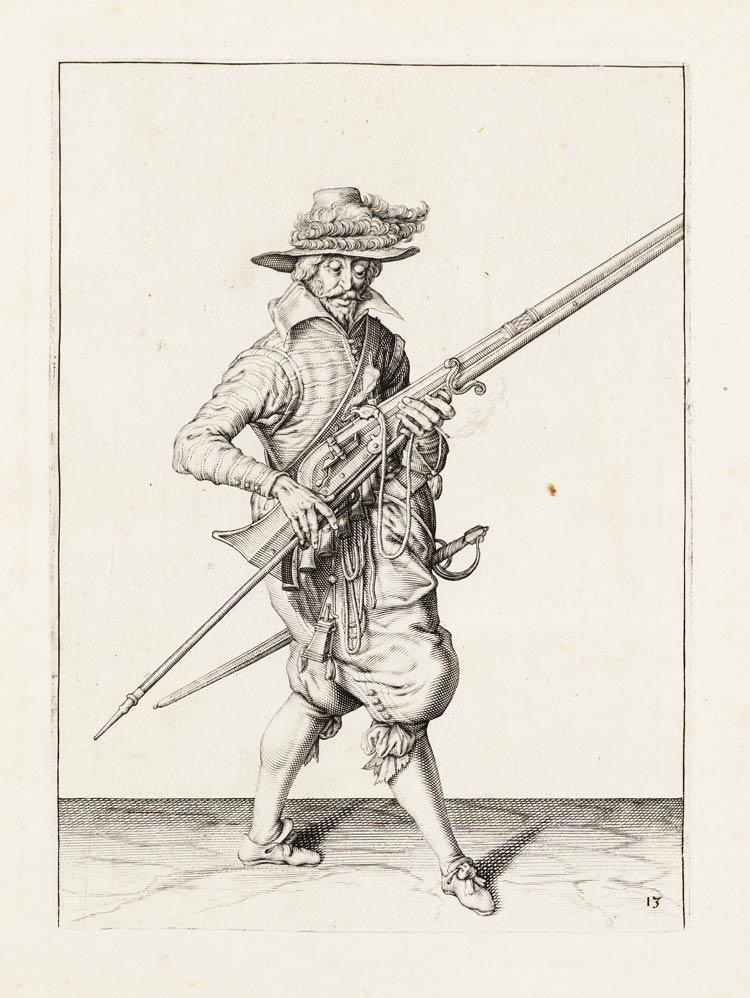
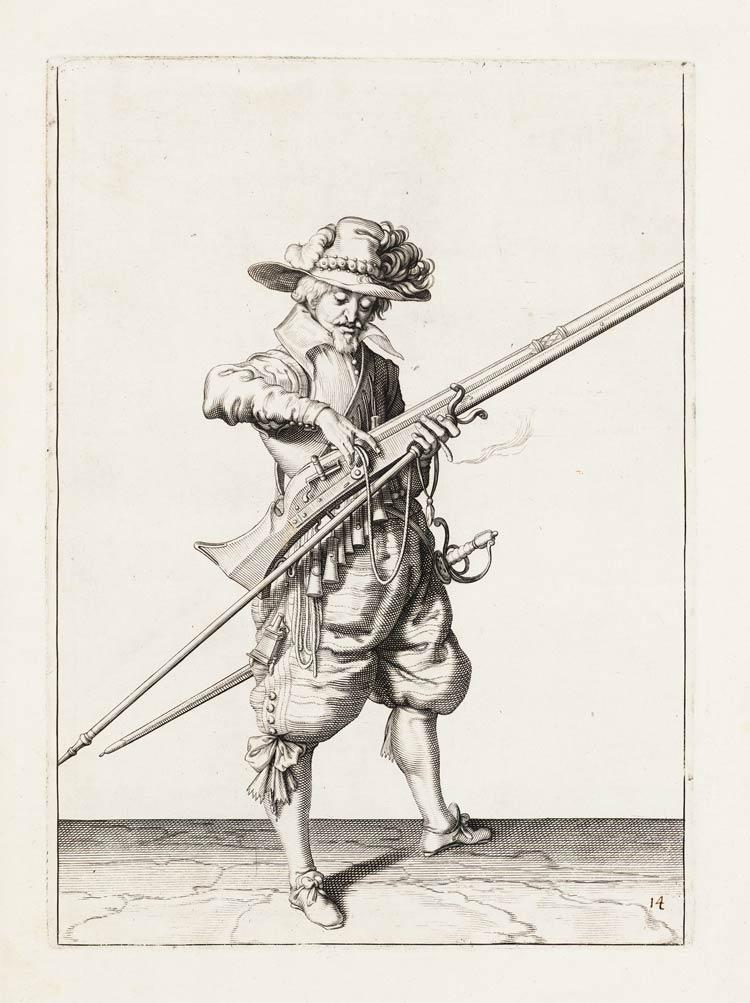
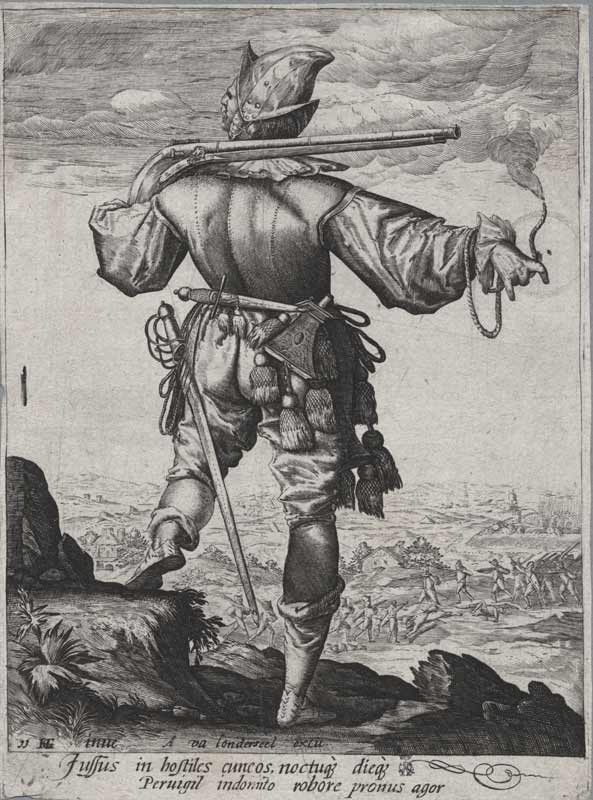
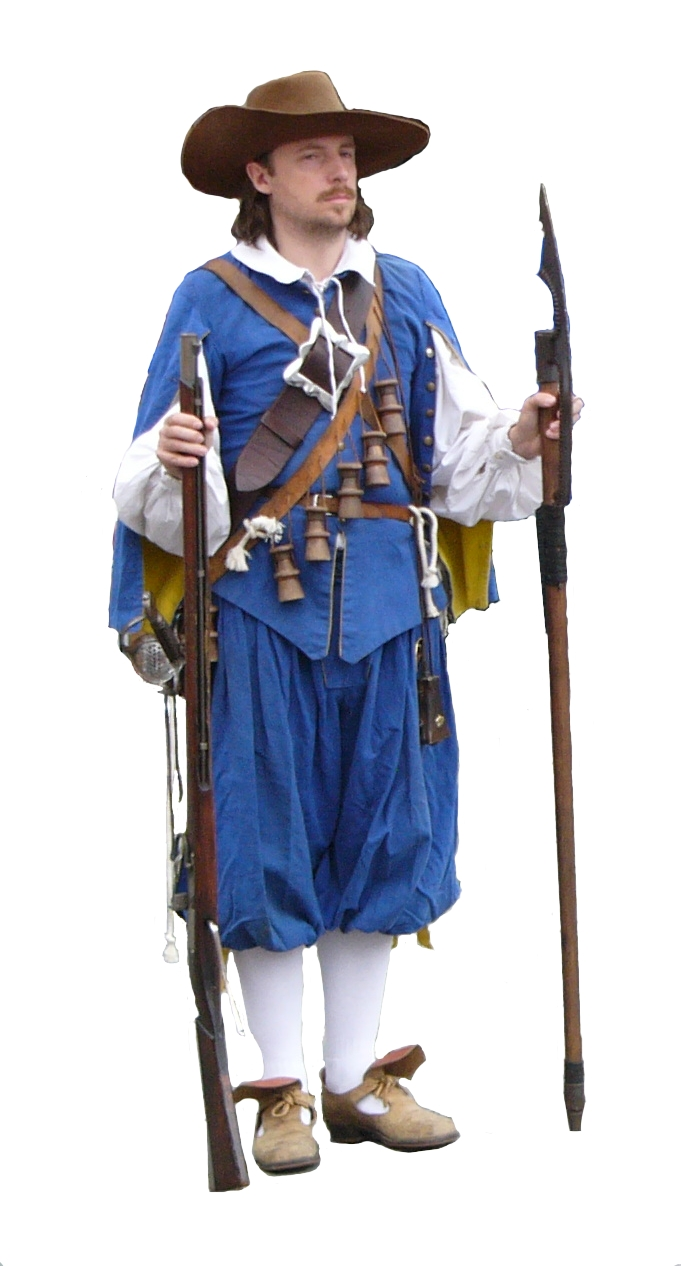
Mosqueteiro do regimento Altblau (1624-1650) do exército sueco com mosquete e com berdiche
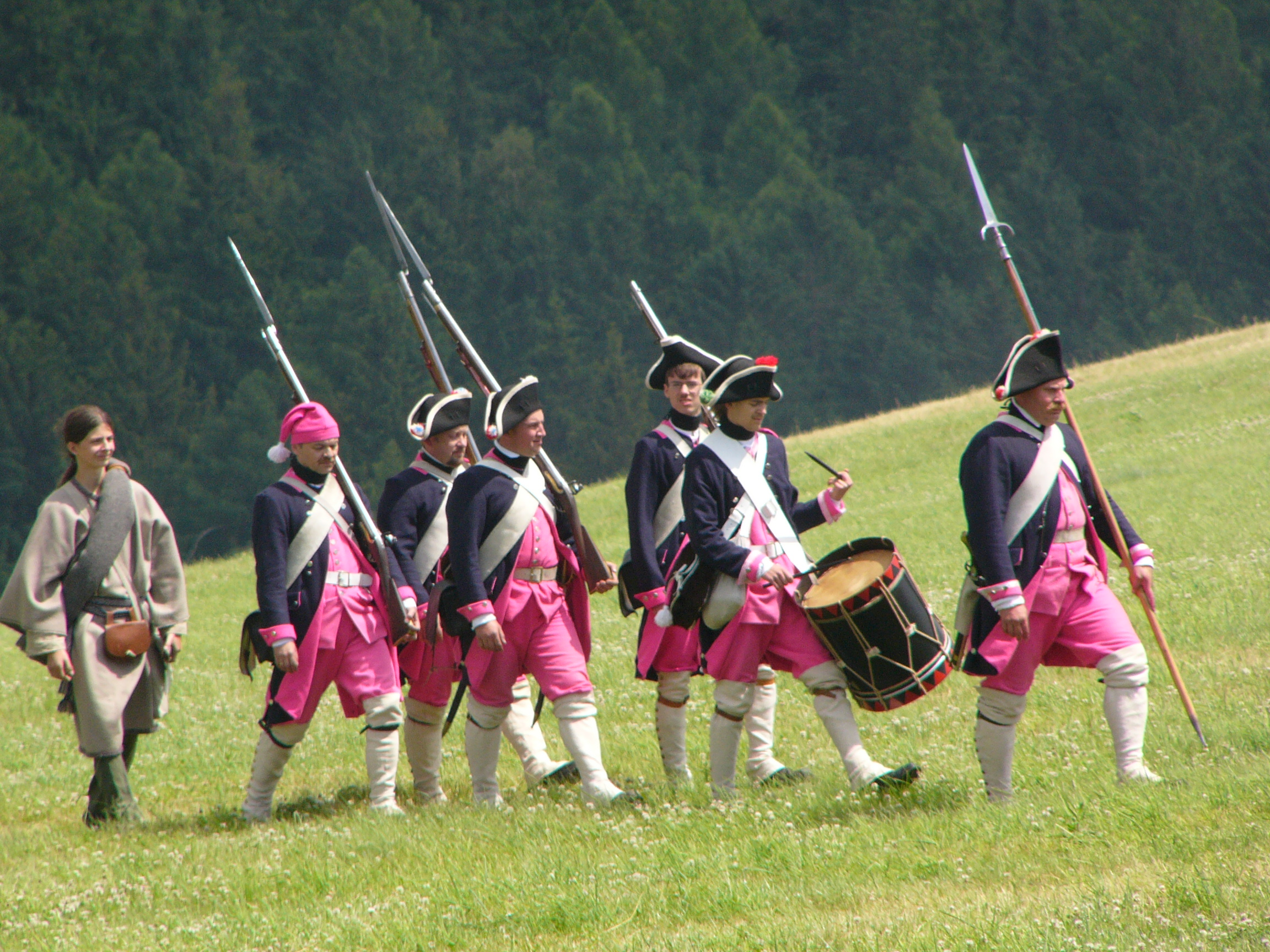
Mosqueteiros do século XVIII de Świdnica (recriação).